# André Dupin de Beaumont
Pour les articles homonymes, voir Dupin et Beaumont.
André Siméon Olivier Dupin, sieur de Beaumont, est un conventionnel français né le 17 mars 1744 à Paris (paroisse Saint Paul) et mort le 18 novembre 1833 à Marcinelle (Belgique). Il est le principal artisan de l'acte d'accusation du procès des fermiers généraux.

## Origines sociales
Il est fils de Jean Jacques Dupin, procureur au parlement, sieur de Beaumont près Gros-bois et de Varennes dans l'Indre, et de Anne Elisabeth Socquet.
Outre André ce couple aura au moins un autre enfant, Jean Jacques, né le 13 mars 1743 à Paris, (Saint Jean en grève), décédé le 18 avril 1824 à Paris, époux d'Adélaïde Geneviève Barbery.
Il épouse le 5 juillet 1772 à Villeneuve Saint Georges, Eulalie, Jeanne Victoire fille de François Savin du Mony, écuyer, ancien avocat et secrétaire du roi et Marie Begon fille d'Alexandre, Procureur au Châtelet. C’est un beau mariage qui lui assure une aisance certaine. Le couple divorce le 8 juillet 1793. De cette union naîtront toutefois deux enfants, dont Victoire qui épousera le 29 janvier 1794 Thomas Charles Caignart de Mailly qui avait été nommé administrateur du département de l'Aisne après les événements du 10 août 1792.
Il appartient donc a un milieu de petite et récente noblesse disposant d'une aisance financière certaine.
Au décès de son père en 1766, il avait hérité d'un hôtel particulier, Rue Saint Marc à Paris. Il vend cet immeuble le 17 mars 1778 à l'architecte Brongniart pour la somme de 150 000 livres. A la veille de la Révolution il possédait par ailleurs un château dans la région de Château-Thierry
En 1791 entre mai et juillet, Dupin se porte acquéreur du Domaine de Cerfroid et du couvent pour un peu plus de 121 000 francs, il le revendra le 8 octobre 1793, quelques mois après son divorce.
L'ensemble de ces éléments sur sa situation financière ne rendent pas invraisemblables ses dires comme quoi il aurait disposé avant la Révolution d'un capital de 240 000 livres placés en contrats sur la ville de Paris, et lui rapportant 12000 livres par an.
Il entre dans la Ferme générale et était au moment de son mariage "contrôleur général des fermes" à Saint-Flour, puis dans le Soissonnais où il serait devenu le protégé de Jacques Paulze, l'un des condamnés du 16 floréal et père de l’épouse de Lavoisier, qui aurait facilité sa carrière dans la Ferme.

## Le Conventionnel
La monarchie constitutionnelle mise en place par la constitution du 3 septembre 1791 prend fin à l'issue de la journée du 10 août 1792 : les bataillons de fédérés bretons et marseillais prennent le palais des Tuileries. Louis XVI est suspendu et incarcéré à la tour du Temple. 
En septembre 1792, André Dupin est élu député du département de l'Aisne, le douzième et dernier, à la Convention nationale. Dès le début de son mandat, il est élu membre du Comité de l'Examen des comptes. 
Il siège sur les bancs de la Plaine. Lors du procès de Louis XVI, il vote la peine « la plus forte, qui ne soit pas celle de la mort » et rejette l'appel au peuple et le sursis à l'exécution. En avril 1793, il est absent lors de la mise en accusation de Jean-Paul Marat. En mai, il vote le contre le rétablissement de la Commission des Douze. 
Après les journées du 31 mai et du 2 juin, au terme desquelles vingt-deux députés sont arrêtés, huit députés de l'Aisne signent une protestation hostile aux événements et l'envoient aux autorités axonaises. Seuls Louis-Antoine de Saint-Just et André Dupin ne signent pas la protestation. En août, la démission de Dupin est annoncée par erreur ; il continue à siéger normalement. 

### Le Procès des Fermiers généraux

#### Les prémices
Après la suppression de la Ferme en 1791 une commission composée de 6 fermiers et assistés de trois adjoints fut chargée de clore les comptes par les décrets des 21 et 22 juillet 1792. Les décrets de juillet avaient prévus le remboursement immédiat des avances et cautions tant des administrateurs de la Régie des Domaines que des fermiers du bail Mager qui avaient été liquidées à la somme de 48,6 millions. Ainsi, pour les fermiers le remboursement devait intervenir à raison de 4 millions par mois dans la limite de 40 millions, l'excédent n'étant remboursé qu'après les comptes de la ferme présentés et rendus.
Outre la clôture des comptes de la Ferme, la commission était chargée de toutes les opérations de liquidations. Il fallait gérer les droits d’entrées qui subsistaient, prendre les mesures pour faire rentrer les arriérés impayés; les difficultés de liquidation furent immenses. Le bail avait été résilié avec effet rétroactif au 1er juillet 1789, extraire des comptes les sommes comptabilisées jusqu'en avril 1791 était déjà chose quasi impossible, de plus la commission ne disposait pas de toutes les pièces. Deux ans après sa mise en place les opérations n'étaient toujours pas terminées. Le 31 décembre 1792 le ministre des finances adresse un long mémoire à la Convention nationale où il expose très clairement le point des travaux, les difficultés rencontrées par les commissaires, les mesures à prendre pour envisager un règlement définitif au début de 1794. Ce mémoire restera sans suite. Personne ne se pressait, les fermiers les premiers, la période ne se prêtait pas à des exigences financières et tous cherchaient à faire preuve de civisme.
Sous les Girondins, les fermiers ne furent ni inquiétés ni poursuivis. Étienne Clavière, dernier ministre des finances de Louis XVI et qui occupera le même poste sous les Girondins, n'est qu'un banquier peu scrupuleux dont les fermiers n'ont rien à craindre. C'est en ouvrant leurs hôtels aux Girondins et à quelques Montagnards avides d'argent qu'ils espéraient passer sans encombre la période orageuse de 1793. Camille Desmoulins avait table ouverte chez Paulze dont tout Paris célébrait les soupers fins, Lavoisier avait mis ses talents et sa science au service de la République. Plusieurs sont proches du Club des Feuillants, Charles René de Parseval Frileuse était même commandant de la Garde Nationale de Suresnes.
La chute des Girondins change la donne, d'autant que la situation financière s'aggrave et que Cambon a toutes les difficultés à rétablir les comptes publics après la gestion de Clavière. Dupin, de son côté, depuis la chute des Girondins et la fuite de Condorcet le 8 juillet 1793 a besoin de donner des gages aux nouveaux hommes forts. Il est à la Convention le seul à bien connaitre les mécanismes de fonctionnement de l'organisation. Il fournit à Cambon les renseignements sur le fonctionnement de la Ferme, les voies possibles pour les forcer à une restitution au moins partielle de leurs avoirs. On lui prête à l'occasion du procès des fermiers généraux les mots suivants : "La guillotine est meilleure financière que Cambon". Progressivement la fièvre monte tant au Comité de Salut Public, qu'à la Convention. Une si grande fortune dans les mains de financiers anciens responsables de la collecte de l'impôt est insupportable.
À la Convention, des dénonciations violentes à la tribune de Jean-Louis Carra et de Louis Bon de Montaut accusèrent les fermiers généraux de retards volontaires pour dissimuler des bénéfices illicites. De février à juin les interventions se multiplièrent. Carra, mais aussi Dupin, qui ne cessait de répéter qu'ils avaient détournés 30 millions dans un seul de leurs comptes, Cambon qui promit une rentrée de 200 millions de livres si on les exécutait. Il fut décidé, sur la proposition de Bon de Montaut, Vadier et de Charles-Nicolas Osselin, d'apposer à titre conservatoire les scellés sur les documents des fermiers et de supprimer la commission chargée de la reddition des comptes. Ce qui eut pour conséquence première d’empêcher la poursuite des travaux de clôture pendant 5 mois.

#### L’enquête
Fort opportunément, 5 anciens employés de la Ferme se présentèrent à la Convention et offrirent de découvrir les grands abus dont ils affirmaient avoir eu connaissance. Le 27 septembre l'Assemblée décida que les 5 dénonciateurs, qui sont nommés réviseurs, auraient à constater les abus et les excès des accusés. La Convention leur promet une indemnité proportionnelle aux malversations qu'ils découvriront. Sans qu'il soit possible de l'affirmer, il ne serait pas surprenant que Dupin ne soit pas totalement étranger à cette manifestation spontanée de civisme d'anciens employés de la Ferme qui du moins par leur fonction n'avaient aucune raison de se connaitre.
Le même décret décide, dans son article III, que leurs travaux seront soumis à la vérification des commissaires à la comptabilité et désigne deux de ses membres dont Dupin pour veiller à la bonne exécution de ces dispositions.
Le 24 novembre, Bourdon de l'Oise demande que les fermiers fussent arrêtés « livrés au glaive de loi si leurs comptes n'étaient pas rendus au bout d'un mois » les fermiers furent emprisonnés à la prison de Port-Libre. Le 24 décembre ils furent transférés à l'hôtel des Fermes, transformé en prison et mis en possession des comptes qu'ils remirent au comité des finances en début de l'année suivante. De son côté, Lavoisier rédigeait un mémoire en défense à partir des questions posées par Dupin.
Dans cet exercice Dupin commence à sortir du rôle qui lui a été assigné par le décret du 27 septembre. Il était chargé de veiller à la conduite des travaux par les réviseurs, à la qualité de leurs accusations et des réponses des fermiers généraux. Il n'a pas à poser les questions aux prévenus à la place des réviseurs. Dès le stade de l'instruction il prend place parmi les accusateurs. Pendant les 5 mois de l'instruction, il maintiendra les accusés dans l’ambiguïté sur son rôle exact. Le mémoire en défense des accusés ne sera pas remis à la commission des finances. Le 12 janvier 1794 (23 nivôse An II), Dupin fait prendre un décret préliminaire par lequel la Convention déclarait « qu'il était de son devoir de pas laisser s'altérer la gage national » et ajoute que les biens des fermiers généraux seraient désormais« placés sous la main de la nation [et] administrés par la régie de l'enregistrement comme ceux des émigrés ». Le 28 nivôse suivant la Convention va encore plus loin en prenant une décision « qui mettait dans les mains de la nation les biens meubles, immeubles et revenus des Fermiers généraux » donc tous les biens des fermiers des baux David, Salzard et Mager. La finalité du procès est désormais claire, il s'agit de mettre la main sur l'ensemble des avoirs des fermiers généraux.
C'est encore Dupin qui sera vraisemblablement le rédacteur du mémoire des réviseurs à la commission des finances et dans son rapport à la Convention lors de la séance du 16 floréal An II, non seulement il valide la totalité de leurs conclusions mais encore il accable les accusés.
Son réquisitoire repose sur 8 chefs d'accusation.
Dès l'introduction de son rapport Dupin biaise le débat, il était prévu dans le décret du 27 septembre que le rapport à la Convention devait être fait par le comité de l'examen des comptes (article 3), le rôle des deux membres désignés par la convention, dont Dupin, était de s'assurer de la qualité du travail des réviseurs. Il outrepasse ses pouvoirs en se présentant en rapporteur du comité des finances. Après avoir souligné la qualité du travail des réviseurs, sans faire état de la transmission au comité du mémoire en défense rédigé par Lavoisier, il entame une longue diatribe à charge, sans prendre en compte les arguments de la défense. Ce n'est qu'à la fin de son intervention qu'il fait référence aux arguments de la défense, sur le seul point de l'abandon de créance de 23 millions que les fermiers avaient consentis au profit de l’État, en en faisant rejaillir le mérite sur les réviseurs « ils ont, (comme ils l'annoncent dans leur mémoire) rendu à la Nation une somme de 22 millions 500 000 livres et ont préféré donner, à titre de sacrifice, ce qu'ils eussent été obligés de payer à titre de restitution ». C'est le seul passage de son rapport faisant allusion au mémoire des fermiers. Les arguments développés en réponse aux divers chefs d'accusation, ne serait-ce que pour les réfuter, ne sont jamais évoqués. Les responsabilités individuelles ne sont pas précisées, tout au plus laisse-t-il entendre qu'elles sont partagées, mais sans donner de nom. Une note dont on ignore le rédacteur les précise dans des versions différentes selon les éditions du rapport.

#### Le jugement
Le procès s'ouvre le 19 floréal, les inculpés avaient passé la journée du 17 à la Conciergerie et le 18 un interrogatoire des 31 prévenus pour répondre aux exigences de la procédure. L'interrogatoire est pratiquement le même pour tous. Il leur est demandé si comme fermier général ils ne se sont pas rendus coupables de dilapidation des finances du gouvernement, d'exactions infâmes, de concussions et fraudes envers le peuple.
Le procès devant le tribunal révolutionnaire est présidé par Jean-Baptiste Coffinhal. Les prévenus comparaissent libres et sans fers, à leurs côtés trois avocats officieux dont Chauveau-Lagarde, ancien défenseur de Charlotte Corday et de Marie Antoinette, les accusés, dans leur grande majorité, avaient déclaré ne pas connaitre d'avocat et il leur en fut commis un d'office.
En cours d'audience, un décret de la Convention, pris sur l'intervention de Dupin, mit hors des débats trois adjoints des fermiers généraux qui auraient apporté la preuve qu'ils n'avaient pas participé aux bénéfices des trois baux visés par l'accusation.
Au cours de l'audience, Coffinhal refuse aux prévenus le droit de s'exprimer, leur intime de répondre aux questions par oui ou par non. Lecture fut faite par Fouquier-Tinville de ses réquisitions, dont il sera démontré, lors de son procès, qu'elles avaient été rédigées le 16 floréal, avant même que le décret de mise en accusation de la Convention fut collationné et transmis au tribunal.
Le réquisitoire de Fouquier-Tinville est la reprise pure et simple du rapport de Dupin à la Convention, sauf à avoir écarté l'accusation de fraude à la loi du timbre.
La condamnation n'était pas douteuse. Mais comment la justifier pour des faits qui n'étaient que des délits de droit commun, commis avant la Révolution, Il ne peut y avoir attentats contre la liberté, l’égalité, l’unité, l’indivisibilité de la République avant qu'elle n'existe. On ne peut davantage qualifier les faits de complots tendant à rétablir la royauté, ou à établir toute autre autorité attentatoire à la liberté, à l’égalité, et à la souveraineté du peuple. L'accusation ne rentre pas dans le cadre de l'article premier du Décret de la Convention Nationale du 10 mars 1793, relatif à la formation d'un Tribunal Criminel extraordinaire qui s'appliquait au moment de l'ouverture du procès.
C'est Coffinhal, qui se chargera de faire entrer les accusations dans le cadre de la loi en orientant les questions posées aux jurés sur des crimes contre le peuple qui n'avaient pas été évoqués, tant par Dupin devant la Convention que par Fouquier-Tinville lors du procès. En bon juriste, cet ancien procureur au Châtelet, suppléa aux silences de la loi. « A-t-il existé un complot contre le peuple français tendant à favoriser, par tous les moyens possibles, le succès des ennemis de la France, en exerçant toute espèce d'exactions et de concussions sur le peuple français en mêlant au tabac de l'eau et des ingrédients nuisibles à la santé des citoyens,.... et en pillant et volant par tous les moyens possibles le peuple et le Trésor National, pour enlever à la Nation, les sommes immenses et nécessaires à la guerre contre les despotes coalisés contre la République et les fournir à ces derniers ». Les jurés acquiescèrent à l’unanimité, la condamnation fut prononcée.Toutefois la déclaration du jury, signée en blanc, ne fut pas jointe au jugement. Sans déclaration du jury, la condamnation n'avait donc pas été légalement prononcée. Ouvert à 11 heures le procès est clos vers 15 heures et les fermiers exécutés à partir de 17 heures.

## La personnalité de Dupin
En 1789 Dupin a 45 ans. Il ne parait pas avoir eu de prises de position politiques avant son élection à la Convention. Ce n'est pas pour défendre des convictions qu'il se présente aux élections, c'est davantage la démarche d'un notable local. Il est vraisemblablement modéré dans ses idées. Son modèle sera davantage Condorcet que Saint-Just, tous deux députés comme lui de l'Aisne. La sensibilité politique du département de l'Aisne est très partagée entre Girondins et Montagnards. Dupin a des relations avec les uns comme avec les autres. Il siégera dans la Plaine mais votera le plus souvent avec les Girondins. C'est un proche de Barère, qui vote le plus souvent avec les Montagnards et il conservera comme lui des relations au caractère plus privé que politique avec diverses personnalités de la Montagne, dont Joseph-Pierre-Marie Fayau, et Marc-Guillaume-Alexis Vadier, président du Comité de sûreté Générale, Jean-Pierre-André Amar, président de la Convention en avril 1794 . C'est sur leurs conseils qu'il retire sa signature de la protestation des Députés de l'Aisne après le coup de force du 2 juin 1793. À partir de cet événement, Dupin entretiendra dans chacune des actions qu'il sera amené à conduire une ambiguïté de nature le cas échéant à en minimiser la portée et son degré de responsabilité personnelle. Avant, comme après le 9 thermidor il gardera cette ligne de conduite.

### Sur la responsabilité des fermiers
Jusqu'au 9 thermidor, il est trop débiteur des Jacobins les plus durs pour ne pas conduire jusqu'à son terme final et dans le sens souhaité le procès des fermiers. Mais dans le même temps il en fait élargir trois, laisse entendre à Lavoisier qu'il veille à la bonne prise en compte de leur défense, c'est vraisemblablement lui qui conseille à Lavoisier d'abandonner 22,5 millions sur leurs avances et cautionnement déjà liquidés pour preuve de leurs sentiments patriotiques, mais il présentera dans son rapport cette initiative en considérant qu'ils ont préféré présenter comme un sacrifice ce qu'ils auraient été contraints de restituer grâce à l'action des citoyens réviseurs. Cependant par ailleurs il minimise les responsabilités de certains. Dans son réquisitoire devant la Convention le 16 floréal, Dupin laisse entendre que les responsabilités des fermiers n'étaient pas toutes de même nature et que certains avaient résisté, sans pour autant citer de noms. Une note de bas de page dont on ne sait s'il en est l'auteur dit « Ce sont les Verdun, Rougeot, Montcloux, d'Hauteroche et autres ». Cette note se trouve aussi dans l'édition du rapport de Dupin faite à l'Imprimerie nationale, qui parut quelques jours après, mais dans cette édition, un des noms qui se trouvaient dans la version primitive, celui de Rougeot, a disparu, et deux autres ont été ajoutés : Paulze et Neveu. Toutes ces ambiguïtés lui permettront l'année suivante de mettre en exergue tous ces points particuliers pour démontrer que, contraint de faire, il a à la mesure de ses possibilités toujours résisté autant qu'il le pouvait.

### Les suites du Procès
Pour prévenir une éventuelle action contre lui, Dupin dépose, le 16 floréal An III, à la Convention une motion d'ordre sur les manœuvres pratiquées pour perdre les fermiers généraux. Il y minimise son rôle, le procès n'aurait été qu'un plan de finances projeté par Robespierre pour renflouer le Trésor national.
Pour y parvenir il fallait exciter contre eux l'opinion publique en sorte que la Convention elle-même soit obligée d'obéir à la voix du peuple. Il fallait de surcroît aller vite et juger révolutionnairement et il aurait été contraint d’abréger une instruction déjà très longue.
Il met en exergue les vies des trois adjoints qu'il a arrachées « à ce tribunal de sang », notamment Chicoyneau de la Valette et Doazan. Il prétend avoir été l'objet de calomnies de la part de Vadier l'accusant d'être soudoyé par les fermiers.
Il minimise la portée de son rapport du 16 floréal de l'année précédente, insiste sur les très rares passages où il faisait état de degrés différents dans la culpabilité des accusés.
Il accable Fouquier-Tinville, qui avait déjà été arrêté quelques jours après la chute de Robespierre, sur le déroulement du procès qui n'a pas respecté les droits de la défense et souligne qu'ils ont été envoyés à la mort avant même l'impression de son rapport à la convention. Il souligne les vices de procédures et le fait que le jugement ne comportait pas de déclaration de délibération du jury et qu'il n'a donc pas été donné. Il demande en conséquence la restitution des biens aux ayants droit des accusés. Par décret du même jour la Convention décide l'impression du rapport et le renvoi au comité de législation.
Les ayants droit des fermiers déposèrent plainte au comité de législation de la Convention Lesage, député d'Eure-et-Loir, s'en prend violemment à Dupin lors de la séance de la Convention du 22 thermidor suivant, il le traita d' « ancien valet des fermiers généraux qui avait voulu se venger de ses maîtres », l'accusant d'avoir volé les condamnés et notamment d'avoir dérobé à Lépinay un portefeuille contenant 100 000 livres en assignats et 95 louis d'or, il réclame son arrestation et la mise sous scellés de ses biens et de ceux de sa belle-mère à Saint-Cloud, quand bien même il était divorcé depuis 2 ans. Le décret est rendu immédiatement, Dupin est emprisonné, mais il bénéficiera, 2 mois plus tard, de la loi d’amnistie du 4 brumaire an IV. Ruiné, il aurait sollicité un emploi subalterne dans la Régie des droits réunis , poste qu'il occupa jusqu'en 1814.
Les ayants droit des fermiers obtinrent satisfaction et furent réintégrés dans leurs droits sous la seconde Restauration

### Le cynisme de Dupin
Il y a chez Dupin une forme de cynisme. Il est vrai qu'il était à bonne école avec Barère, qui prodiguait les promesses et les protestations à tous ses visiteurs puis rentrant dans son cabinet, jetait au feu les papiers qu'il venait de recueillir en déclarant « voilà ma correspondance faite ».

#### L'intervention de Pluvinet
Jean Claude Pluvinet est un pharmacien réputé de la place de Paris, Lavoisier fréquentait son laboratoire et y a fait un stage d'une semaine en 1785 pour étudier la fabrication du chocolat, Pluvinet est un de ses fournisseurs, en 1788 il collaborera à des travaux de Lavoisier sur le girofle. De là à dire qu'il était un de ses amis, il y a un pas difficile à franchir. Dans un article paru en 2003. Jean Flahaut affirme, sur la base d'un manuscrit de Charles Louis Cadet de Gassicourt, que Pluvinet aurait fait approcher Dupin par l'intermédiaire de sa femme qui était une cousine de l'épouse du frère de Dupin. La démarche aurait abouti, Dupin se plaignant seulement que Mme Lavoisier ne l'ait pas sollicité directement mais en faisant intervenir des aristocrates. On obtient de lui la promesse que la cause de Lavoisier sera dissociée de celle des autres fermiers, qu'il le fera transférer dans une autre prison et qu'à cette occasion on pourra tenter une évasion et qu'en tout état de cause son rapport lui sera le moins défavorable possible. Pluvinet le fait savoir à Mme Lavoisier lui conseillant d'aller le voir pour le remercier. Elle se serait rendue chez le rapporteur, y aurait croisé Pluvinet qu'elle n'aurait pas salué et passant dans le cabinet de Dupin lui aurait déclaré qu'elle ne vient point s'abaisser à solliciter la pitié d'un Jacobin pour Lavoisier, que son mari est innocent et qu'il n'y a que des scélérats qui puissent l'accuser. C'est cette intervention intempestive qui aurait fait capoter le projet.
À bien des égards cet épisode paraît invraisemblable. D'une part Mme Lavoisier a non seulement son mari mais aussi son père parmi les accusés. C'est une femme intelligente et on comprendrait mal qu'elle ait pu s'emporter de la sorte devant l'homme chargé de rapporter leur procès devant le tribunal révolutionnaire. Si la séduisante mais dissipée Mme Dupin, pour reprendre l'article de Flahaut, fréquentait la même maison de plaisir à Clichy la Garenne que Dupin, Barère, Vadier et quelques autres, qu'à cette occasion il ait fait à l’intéressée des promesses qu'en tout état de cause il n'aurait pu tenir. De surcroît les relations ambiguës qu'il entretenait avec Lavoisier pour la rédaction de son rapport pouvait laisser à penser qu'il ne le chargerait pas dans son rapport et Mme Lavoisier, qui voyait son mari à l'Hôtel des Fermes ne pouvait l'ignorer.
La source de cette information est elle-même assez problématique. Cadet de Gassicourt est plus connu pour ses vaudevilles que pour ses travaux historiques, en 1793 il ne connait pas Pluvinet, ce n'est que 6 ans plus tard qu'il effectue un stage dans son officine en vue de l'obtention de son diplôme. Sa relation si avantageuse pour Pluvinet ne peut reposer que sur les dires de ce dernier et son exactitude, plus que contestable, ne repose sur aucun élément extérieur objectif.

#### Le suicide de Petion de Villeneuve
En fuite depuis les épisodes du 2 juin 1793, Jérôme Pétion de Villeneuve, l'un de ses anciens proches, se suicide d'un coup de pistolet dans un champ de blé de Saint-Magne-de-Castillon, vraisemblablement pour conserver sa fortune à sa femme et ses enfants qui en auraient été privés s'il avait été condamné à l'échafaud. Pour Barère, il n'avait fait que devancer l'échafaud. Dupin, encore plus cynique, aurait dit : « Le voilà guéri de tous ses maux. C'est un vieux goûteux. Le tribunal révolutionnaire n'aura pas la peine de le condamner ».

#### Georges Louis Marie Leclerc de Buffon
Le fils du célèbre naturaliste avait été arrêté. Sa seconde épouse sollicita Dupin qui marqua des signes d'intérêts à sa situation. « Nous vous tirerons de là disait-il c'est par méprise qu'il est renfermé... Je rappelai ses promesses à Dupin. Il disait : il fallait bien consoler cette femme, mais crois moi, ne nous mêlons pas de ces gens-là. » Quelques jours plus tard Georges Louis Marie Leclerc de Buffon fut compris dans la conspiration du Luxembourg et exécuté le 22 messidor An II

#### Pierre Charles Pottofeux, ami de Robespierre
Ancien Procureur syndic du département de l'Aisne, Pierre Charles Pottofeux, à son retour en Picardie à l'été 1794, est l'objet d'une violente attaque "dénonciation appuyée par des députés de l'Aisne à la Convention et l'administration du district de Laon" En octobre 1794 et après une détention de deux mois et demi, il est acquitté à l'unanimité par le Tribunal Révolutionnaire.
Il est à nouveau brutalement jeté en prison à Soissons en application de la loi du 5 ventôse (24 mars 1795) relative aux fonctionnaires publics destitués, quoique la loi seule eût supprimé mes fonctions de procureur général. Il est remis en liberté le 14 octobre 1795 après sept mois d'emprisonnement et un jugement qu'il demande lui-même. Aucune charge n'est retenue contre lui. Il reprend alors ses activités à Laon.
Dès le 16 janvier 1795, avant même que l'affaire n'éclate, Dupin avait adressé aux membres de la Communauté révolutionnaire de Laon une adresse au sujet d'un soutien qu'il aurait apporté à un certain Bergny dont le but véritable était de préciser que venant d'apprendre que l’intéressé était lié étroitement au dénommé Pottofeux « que je méprise et voue à la haine publique », disait-il, ne le soutiendrait pas plus longtemps. Précaution inutile puisque Pottofeux sera acquitté et remis en liberté le 14 octobre 1795 à l'issue d'un procès qu'il avait lui-même demandé.
Très certainement babouviste, ce que peut-être Dupin n'ignorait pas, Pottofeux sera de nouveau mis en accusation en mai 1796. Il niera toute participation au mouvement alors qu'ayant tellement la confiance des conspirateurs qu'ils l'avaient porté sur la liste des agents qu'ils devaient avoir dans les départements ; liste qui forme la neuvième pièce de la septième liasse des papiers saisis dans le local occupé par Babeuf au moment de son arrestation. Trop de sang avait déjà coulé et à l'exception de Gracchus Babeuf et Augustin Darthé, la plupart des prévenus sont rendus à la liberté, 7 seulement sont condamnés à la déportation.

## Conclusion
Dupin a toujours été dans l'ombre de Barère, « Ce fut lui la tête pensante du 9 thermidor », écrit l’historien Denis Richet ; mais aussi « Barère, c’était la Plaine, ralliée au gouvernement révolutionnaire tant que celui-ci lui avait semblé indispensable pour sauver la Révolution, mais désireuse d’effacer terreur et dictature dès lors que la Révolution lui semblait sauvée. »
Dupin ne se hissera jamais à ce niveau et il n'aura été qu'un instrument occasionnel de la politique de Barère et vraisemblablement son pourvoyeur de plaisirs.
C'est les mots de Barère qui viennent à l'esprit : « Nous n’avions qu’un sentiment, celui de notre conservation. On faisait guillotiner son voisin pour que le voisin ne vous fît pas guillotiner vous-même. » Il n'était pas le seul : Thibaudeau, Baudot ne tiendront pas un autre langage.
Dupin n'a pas obéi à une autre logique et n'est devenu tristement célèbre qu'à cause de son rôle dans le procès des fermiers généraux.
Où faut-il chercher la cause de ces débordements, c'est encore Barère qui nous apporte un début de réponse "Paris est trop grand, il est à la République, par sa monstrueuse population, ce qu'est à l'homme l'affluence violente du sang vers le cœur, une suffocation qui dessèche les autres organes et amène la mort ". Cette prise de conscience tardive que le peuple ne pouvait se limiter aux soubresauts des sections parisiennes sous influence du Club des Jacobins et aux exigences de la Commune de Paris trouve un écho dans le rappel par le Comité de Salut Public de Tallien et Fouché pour répondre de leurs actions à Bordeaux et à Lyon, décision qui pèsera de tout son poids sur les événements du 9 thermidor après le discours testamentaire de Robespierre du 8, où, sans les nommer, il porte des accusations lourdes sur certains membres des Comités  qui vont accélérer sa chute.